# Setra S 419 GT-HD
De Setra S 419 GT-HD is een touringcarmodel, geproduceerd door de Duitse busfabrikant Setra. Dit model bus is in 2003 geïntroduceerd. In 2013 is het model uit productie gegaan en werd vervangen door de Setra S 519 HD.

## Inzet
Dit type bus wordt veelal ingezet bij touringcarbedrijven voor toerisme. In Luxemburg wordt de bus ingezet door enkele busbedrijven voor het openbaar vervoer.
| Land      | Bedrijf             | Serie   | Aantal | Inzet         | Opmerking |
| --------- | ------------------- | ------- | ------ | ------------- | --------- |
| Luxemburg | Voyages Emile Weber | 501-502 | 2      | Streekvervoer |           |
| Luxemburg | Voyages Vandivit    | VV2045  | 1      | Streekvervoer |           |

## Verwante bustypen

### ComfortClass
- S 415 GT - 12 meteruitvoering (2 assen)
- S 415 GT-HD - 12 meter verhoogde uitvoering (3 assen)
- S 416 GT - 13 meteruitvoering (2 assen)
- S 416 GT-HD - 13 meter verhoogde uitvoering (3 assen)
- S 416 GT-HD/2 - 13 meter verhoogde uitvoering (2 assen)
- S 417 GT-HD - 14 meter verhoogde uitvoering (3 assen)

### TopClass
- S 411 HD - 10 meteruitvoering (2 assen)
- S 415 HD - 12 meteruitvoering (2 assen)
- S 415 HDH - 12 meteruitvoering (3 assen)
- S 416 HDH - 13 meteruitvoering (3 assen)
- S 417 HDH - 14 meteruitvoering (3 assen)
- S 431 DT - 14 meteruitvoering (3 assen, dubbeldeks)